# PowerBook 145
A Macintosh PowerBook 145 (PowerBook 145, PB145) hordozható számítógépet az Apple fejlesztette, gyártotta és forgalmazta 1992. augusztus 03.  és 1993. június 07.  között 10 hónapon keresztül, a Macintosh PowerBook 145B (PowerBook 145B, PB145B)hordozható számítógépet az Apple fejlesztette, gyártotta és forgalmazta 1993. június 07. és 1994. július 18.  között 13 hónapon keresztül. Mindkét számítógép a PowerBook számítógép-családba tartozott.

## PowerBook 145
A Colt kódnevű PowerBook 145 a PowerBook 140-es frissítése volt. A PB145-nek gyorsabb lett az órajele (16 MHz helyett 25 MHz), a legksiebb merevlemez méret megduplázódott (20 MB-ról 40 MB-ra), viszont a floppy-drive változása miatt az a floppy lemezt nem behúzta, hanem kézzel kellett betolni. A PB145 új funkciót kínált az akkumulátor jobb menedzselésére, a felhasználó beállíthatta, hogy a gép becsukása a PB145-t alvó üzemmódba vigye vagy teljesen leállítása.
A PB145 technikailag a PB140 utóda volt, a PB140 volt a középkategóriás PowerBook a PowerBook sorozat bemutatásakor. Logikailag azonban a bemutatott alsó kategóriás PB100 utóda lett, mert ez volt a maga idejében leggyengébb PowerBook. A PB140 logikai utóda a PowerBook 160 volt.

## PowerBook 145B
1993 júniusában PB140-et a PowerBook 145B váltotta fel. A PB145B technikai frissítése volt a PB145-nek, az alaplapra 4 MB RAM került, a merevlemez mérete megduplázódott, akár 120 MB is lehetett. A PB145B ára alacsonyabb volt, mint a PB145-é.
A korábbi modellektől eltérően, de a Performákhoz hasonlóan a PB145B-hez nem adtak teljes telepítőlemez-készletet. A System 7.1-t előre telepítették a merevlemezre. A szoftver két segédprogramot is tartalmazott, amelyek alapvető biztonsági mentési és visszaállítási funkciókat biztosítottak. Bár a PB145B-t System 7.1-el szállították, képes a 7.0.1-es rendszer futtatására. De ekkor – helytelenül – PB140-esként azonosította magát az „About This Macintosh...” parancsra.
A PB145B-öt a PowerBook 150 váltotta, mint a következő alsó kategóriás PowerBook.

## Technikai leírás PB145
A gép súlya 3,06 kg, magassága 5,72 cm, szélessége 28,58 cm és mélysége 23,62 cm volt. A gépet System 7.0.1 operációs rendszerrel szállította az Apple, a ROM mérete 1MB volt. A kijelző Film SuperTwist Nematic (FSTN) (Passive Matrix) LCD volt 640 x 400 képpont felbontással. A Macintosh PowerBook 145 számítógépet 25 MHz-es Motorola 68030 processzor vezérelte (L1 cache: 0.5K). A PMMU feladatát a processzor látta el. A gép bemutatásakor az alaplapon 2 MB (100ns) memóriát tartalmazott, maximálisan 8 MB kezelésére volt képes a gyári specifikáció szerint. A bővítéshez az egyetlen helybe (slot) 2, 4, 6 MB-os modulok egyikét lehetett betenni. Az adatokat a 40-80MB SCSI–buszos belső merevlemezre lehetett elmenteni. Külső adattárolási lehetőséget az 1,44-es hajlékonylemez meghajtó (floppy-drive) kínált. A számítógépnek egy ADB, egy nyomtató, egy modem, egy hangszóró portja volt. HDI-30 a SCSI kimenet volt. A mikrofon port Omni volt. A Macintosh PowerBook 145 PB1XX, NiCd akkumulátora maximum 17W teljesítményre volt képes.

#### Technikai leírás PB145B
A gép súlya 3,06 kg, magassága 5,72 cm, szélessége 28,58 cm és mélysége 23,62 cm volt. A gépet System 7.1 operációs rendszerrel szállította az Apple, a ROM mérete 1MB volt. A kijelző Film SuperTwist Nematic (FSTN) (Passive Matrix) LCD volt 640 x 400 képpont felbontással. A Macintosh PowerBook 145B számítógépet 25 MHz-es Motorola 68030 processzor vezérelte (L1 cache: 0.5K). A PMMU feladatát a processzor látta el. A gép bemutatásakor az alaplapon 4 MB (100ns) memóriát tartalmazott, maximálisan 8 MB kezelésére volt képes a gyári specifikáció szerint. A bővítéshez az egyetlen helybe (slot) 2, 4 MB-os modulok egyikét lehetett betenni. Az adatokat a 80-120MB SCSI–buszos belső merevlemezre lehetett elmenteni. Külső adattárolási lehetőséget az 1,44-es hajlékonylemez meghajtó (floppy-drive) kínált. A számítógépnek egy ADB, egy nyomtató, egy modem, egy hangszóró portja volt. HDI-30 a SCSI kimenet volt. A mikrofon port Omni volt. A Macintosh PowerBook 145B PB1XX, NiCd akkumulátora maximum 17W teljesítményre volt képes.

## Technikai adatok táblázatban
A táblázat nem tartalmazza az összes műszaki paramétert. Az egyes modelleknél a bemutatáskor érvényes adatokat soroljuk fel, a későbbi frissítéseket nem. Az adatok az Apple adatlapjáról származnak, a hiányzó adatok – egyes gépeknél a kivezetés időpontja, az összes kijelző adat, üzemóra adat... – a Mactracker alkalmazásból valók.
| Gép nevebemutatva kivezetve               | Méretmagasság szélesség mélység súly | Processzorprocesszor órajel, mag L1 és L2 cache PMMU FPU | Háttértármerevlemezkülső adathordozó | Eredeti operációs rendszer | Memóriaalap max. @sebességhely                                       | Kijelzőfizikai méret, legjobb felbontás                                          | Tápmax. teljesítmény, akkumulátoros üzemidő (becslés) | Csatlakozók                                                                     |
| ----------------------------------------- | ------------------------------------ | -------------------------------------------------------- | ------------------------------------ | -------------------------- | -------------------------------------------------------------------- | -------------------------------------------------------------------------------- | ----------------------------------------------------- | ------------------------------------------------------------------------------- |
| PowerBook 1451992 aug. 3. 1993. jún. 7.   | 5,72 mm 28,58 mm 23,62 mm 3,06 kg    | Motorola 68030 @25 MHz L1:0.5K PMMU: integrálva          | Floppy: 1.44MBHD: 40-80MB (SCSI)     | System 7.0.1 ROM: 1MB      | Alaplapon: 2 MB @100ns max: 2 MB – 8 MBegy hely: 2, 4, 6 MB-os modul | Alaplapon: Film SuperTwist Nematic (FSTN) (Passive Matrix) LCD 640 x 400 képpont | Max: 17W, 2A 30,81 Wh, 2–3 óra                        | * ADB: 1 * nyomtató: 1 * modem: 1 * hang: van * SCSI: 1 HDI-30 * mikrofon: Omni |
| PowerBook 145B1993 jún. 7. 1994. júl. 18. | 5,72 mm 28,58 mm 23,62 mm 3,06 kg    | Motorola 68030 @25 MHz L1:0.5K PMMU: integrálva          | Floppy: 1.44MBHD: 80-120MB (SCSI)    | System 7.1 ROM: 1MB        | Alaplapon: 4 MB @100ns max: 4 MB – 8 MBegy hely: 2, 4 MB-os modul    | Alaplapon: Film SuperTwist Nematic (FSTN) (Passive Matrix) LCD 640 x 400 képpont | Max: 17W, 2A 30,81 Wh, 2–3 óra                        | * ADB: 1 * nyomtató: 1 * modem: 1 * hang: van * SCSI: 1 HDI-30 * mikrofon: Omni |

## PowerBook számítógépek az időben
| PowerBook és iBook számítógépek idővonalon |
| --- |
| A grafikon adatai utoljára 2023. december 19-én frissültek. A szín sötétebb változata az egymást követő gépek megkülönböztetését szolgálja. A színek kezdete a bemutató időpontja, a forgalmazás több esetben is hónapokkal később kezdődött. Megeshet, hogy egy csík végét kitakarja egy másik csík eleje. Előfordul, hogy a gyártás befejezését követően még egy ideig forgalomban marad a Mac adott verziója. Az adatok forrása a Jegyzetekben található. |